# KH-6
KH-6 Lanyard (Lanyard (англ) — шнур, ремешок) — первая неудачная попытка Национального разведывательного агентства США создать разведывательный спутник, способный фотографировать земную поверхность с высоким разрешением до 1,8 метра.

Аппарат нес на борту камеру «E-5», разработанную для разведывательных спутников Samos. Фокусное расстояние объектива составляло 1.67 метра. Предполагалось, что KH-6 будет способен сфотографировать полосу 14 на 74 км и сможет сделать для этого до 910 кадров. Отснятый материал планировалось возвращать на спускаем аппарате и ловить ещё до касания поверхности с помощью самолета. Аппарат весил 1,5 тонны и запускался с помощью РН Тор с космодрома на авиабазе Ванденберг.

Первые запуски планировалось использовать для съемки участка поверхности вблизи Таллина. В 1963 году американское разведсообщество предполагало, что там могут быть размещены советские противоракеты.

Все 3 пуска состоялись с марта по июль 1963 года; один из запусков не удался, в другом аппарат не сделал ни одной фотографии.

## Запуски
- KH-6 8001 launch failed 1963-03-18 NSSDC ID No. P11 (1963-F03) Архивная копия от 24 августа 2004 на Wayback Machine
- KH-6 8002 launched 1963-05-18 NSSDC ID NO. 016A 1963-016A Архивная копия от 23 января 2005 на Wayback Machine
- KH-6 8003 launched 1963-07-31 NSSC ID NO. 1963-032A Архивная копия от 24 августа 2004 на Wayback Machine

(NSSDC ID Numbers: См. COSPAR)

## Сравнимые проекты
- KH-5 (Argon)
- KH-7 (Gambit)